# Pete Drake
Pour les articles homonymes, voir Drake.
Roddis Franklin Drake (8 octobre 1932 – 29 juillet 1988), mieux connu par son nom de scène Pete Drake, est un réalisateur artistique et guitariste de pedal steel guitar américain. Drake a joué sur des hits tels que Rose Garden de Lynn Anderson, Behind Closed Doors de Charlie Rich et Lay Lady Lay de Bob Dylan.

## Carrière
Drake est né à Augusta en Géorgie en 1932, fils d'un prêcheur pentecôtiste. En 1950, il alla à Nashville dans le Tennessee où il entendit Jerry Byrd au programme radiophonique Grand Ole Opry, ce qui l'amena à acheter une pedal steel guitar. Il monta le groupe « Sons of the South » à Atlanta qui comprenait des futures célébrités de la musique country telles que Jerry Reed, Doug Kershaw, Roger Miller, Jack Greene et Joe South.
En 1959, il déménagea à Nashville et joua en tant qu'instrumentiste avec, entre autres, Don Gibson et Marty Robbins. En 1964, il sortit le hit Talking Steel Guitar sur l'album Forever produit par Smash Records. Le simple Forever atteint la 22e place au Billboard Hot 100 en réalisant plus d'un million de ventes et fut récompensé par un disque d'or. Son utilisation novatrice de la talkbox, ensuite utilisée par Peter Frampton, Joe Walsh, Roger Troutman et Jeff Beck, ajouta un nouvel effet à la pedal steel guitar. L'album Pete Drake and His Talking Steel Guitar, rappelait les sons de Alvino Rey et son épouse Luise King qui furent les premiers à moduler le son de guitare avec le signal d'un laryngophone en 1939. Le son particulier de la talkbox avec une steel guitar, mêlant les vocalisations aux cordes de la steel guitar, était nouveau dans les années 1960. Selon une interview de Drake :
« Vous jouez les notes à la guitare et cela passe par l'amplificateur. J'ai un système qui permet de déconnecter les haut-parleurs et le son va dans le haut-parleur en passant par un tube en plastique. Vous mettez le tube dans le côté de votre bouche et formez alors des mots avec votre bouche pendant que vous jouez. Vous ne dites pas vraiment un mot : la guitare est vos cordes vocales et votre bouche est l'amplificateur. Cela est amplifié par un microphone. »
Texte original : « You play the notes on the guitar and it goes through the amplifier. I have a driver system so that you disconnect the speakers and the sound goes through the driver into a plastic tube. You put the tube in the side of your mouth then form the words with your mouth as you play them. You don't actually say a word: The guitar is your vocal cords, and your mouth is the amplifier. It's amplified by a microphone. »
Le matériel était seulement assez puissant pour être utilisé en studio pour les enregistrements.
Drake joua sur les trois albums enregistrés par Bob Dylan à Nashville, dont Nashville Skyline, et sur le David's Album de Joan Baez. Il travailla également avec George Harrison sur All Things Must Pass et produisit Ringo Starr sur Beaucoups of Blues en 1970,.
Drake produisit des albums pour de nombreux autres musiciens et fonda Stop Records et First Generation Records. Il fut introduit au Country Music Hall of Fame en 1970, au Steel Guitar Hall of Fame en 1987 et au Georgia Music Hall of Fame en 2010.

## Décès
Développant de l’emphysème pulmonaire après 40 ans de tabagisme, la santé de Drake commença à décliner en 1985. Les Drake construisirent un studio d'enregistrement chez eux à Brentwood dans le Tennessee où il continua de travailler quotidiennement jusqu'à ce qu'il perde sa longue bataille contre la maladie le 29 juillet 1988, à l'âge de 55 ans. Il est enterré au cimetière "Spring Hill" à Nashville avec une inscription sur laquelle on peut lire : "Son courage, son sourire, son talent et son amour réchauffent nos cœurs" (Texte original : "His Courage, His Smile, His Talent and His Love, Warms Our Hearts") et "Par égard pour Pete" (Texte original : "For Pete's Sake").